# Китайская ночь
Китайская ночь (яп. 支那の夜 сина но ёру) — японский фильм 1940 года. В центре сюжета — история китайской девушки, которая в ходе японо-китайской войны потеряла дом и родителей. Оказавшись на улице, она подвергается приставаниям со стороны японского хулигана, от которого её спасает бравый офицер японского флота. На протяжении картины девушка постепенно преодолевает в себе ненависть к японцам, проникается благодарностью и в итоге влюбляется в своего спасителя.
Несмотря на отсутствие открытой пропаганды, фильм рассматривается как одна из главных пропагандистских картин японского оккупационного режима. Ли Сянлань — китайская актриса японского происхождения, сыгравшая в фильме главную роль — приобрела огромную популярность среди японской аудитории, однако после завершения войны и поражения Японии была объявлена предательницей китайского народа и смогла избежать смертного приговора лишь после того, как выяснилось, что она этническая японка.

## Сюжет
Моряки Тэцуо Нагая и Сэнкити Ямасита на одной из шанхайских улиц спасают от японца-хулигана молодую китаянку Кэйран. Кэйран — дочь шанхайского предпринимателя, в ходе японского вторжения она потеряла родителей и дом, после чего стала бродяжничать по улицам. Кэйран настроена антияпонски, и ей очень не нравится то, что её благодетелями стали оккупанты. Она говорит, что отработает и отдаст свой долг за спасение, и приходит в дом (специализированную гостиницу для японцев), в котором проживают Нагая и Ямасита. Когда Кэйран смывает с себя грязь, Нагая поражается её красоте и решает развеять её заблуждения относительно японцев. После того, как девушка слегла с высокой температурой, жившие в гостинице японцы, включая Тосико, тайную воздыхательницу Нагаи, окружили Кейран заботой и вниманием. Однако выздоровев Кэйран первым делом возвращается на пепелище родного дома и предаётся воспоминаниям о счастливой жизни с родителями, конец которой положили японские захватчики. Она возвращается к японцам и изливает на них свою ярость. Разъярённый Нагая в порыве злости отпускает девушке пощёчину, после чего Кэйран внезапно осознаёт свою ошибку: она падает на колени перед своим спасителем, просит прощения и нежно ластится.
Однажды ночью Кэйран похищают члены организации антияпонского сопротивления, к которой она когда-то принадлежала. Их цель — выведать у Нагаи планы транспортировки военных грузов. Однако вызванный Нагая решительно отказывается сотрудничать. С ним хотят расправиться, но благодаря смекалке Кэйран, ситуация меняется, и подоспевший полицейский выручает Нагаю. Эти события углубляют отношения между Нагаей и Кэйран, и они решают пожениться. Вечером в день свадьбы Нагая получает приказ принять командование перевозкой военных грузов и уезжает, оставив молодую жену. Транспортный корабль атакуют борцы антияпонского сопротивления. Кэйран, ожидающая возвращения мужа, получает известие, что Нагая убит. Она едет в Сучжоу, где они вдвоём проводили счастливые часы, и, рыдая на холме, зовёт Нагаю. Подойдя к каналу, она решает утопиться. Но тут на горизонте появляется Нагая, которому в действительности удалось спастись. В финальных кадрах влюблённые обнимают друг друга на каменном мосту, перекинутом через канал.

## Предыстория создания
После установления оккупационного режима над северными районами Китая японские агрессоры активно принялись за насаждение национальной идеологии «Азии для азиатов», которая подразумевала «взаимное процветание» под господством японской нации. Для насаждения представлений о благородных оккупантах, которые несут мир и благоденствие захваченным народам, были задействованы все средства пропаганды, в том числе и кинематограф. Главной колыбелью японского пропагандистского кино на территории Китая стала кинокомпания «Маньчжурия», на которой с японцами сотрудничали и китайские коллаборационисты. Несмотря на низкое художественное качество картин, выпускаемых компанией, именно её продукция была запущена в прокат на оккупированных территориях, тогда как продукция шанхайских и иных, не подконтрольных японцам киностудий, была запрещена. В 1939 году «Маньчжурия» стала активно вовлекать в работу молодую актрису и певицу Ли Сянлань, которая в своих первых картинах («富貴春夢» и «冤魂復仇») воплотила образ невинной, чистосердечной китаянки. Однако уже в вышедшей в том же году «東遊記» Ли Сянлань предстала перед зрителями в новой ипостаси: в картине, которая рассказывает о двух китайских простаках, отправившихся на поиск своего земляка в Токио, Ли сыграла китаянку, которая живёт и работает в Токио, бегло говорит на японском и знакомит китайцев с жизнью в Японии. Картина была выпущена совместно компанией «Маньчжурия» и японской компанией Того. В следующем году Того продолжит выпуск пропагандистских фильмов с Ли Сянлан однако в сотрудничестве с шанхайской кинокомпанией.

## Съёмки
На съёмки кинофильма «Китайская ночь» помимо Ли Сянлань был приглашён актёр Кадзуо Хасэгава. Съёмки проходили в Шанхае, на киностудии China Film.
Как вспоминала сама актриса, наиболее запоминающейся для неё стала сцена с пощёчиной, в которой Нагая, дабы утихомирить разгневанную Кэйран, отпускает девушке оплеуху. «Я от этой пощёчины едва умом не повредилась, — вспоминала актриса. — У меня из глаз полетели звёзды, а ухо так загорелось, что я вообще перестала слышать. Но камера продолжала двигаться, а значит, надо было продолжать играть. Те слова, которые я забыла, пришлось заменять на ходу. После завершения съёмки Кадзуо Хасэгава подошёл ко мне и попросил прощения: „Взаправду треснул тебя, извини“».
Финальные сцены, где разбитая горем Кэйран готовится утопиться в реке, снимались не в Китае, а в местности поблизости с Токио. Для съёмок сцены необходимо было найти реку с низкими берегами, чтобы актриса могла вплотную подойти в воде. Ли Сянлан вспоминала, что берега речки были настолько глинистые, что её каблуки просто увязли, не давая её сдвинуться с места: «Поэтому моё вымученное выражение лица, которое должно было бы означать полную растерянность и желание покончить с собой, получилось таким реалистичным именно благодаря этой местности, за что я ей и благодарна».

## Реакция
По свидетельству журнала «新映画», «Китайская ночь» стала «самым кассовым японским фильмом 1940 года». Однако главный успех пришёл к картине не в Китае (где его отказывались демонстрировать даже те кинотеатры, которые были ориентированы исключительно на японские картины), а за границей: с 1940 года и до конца войны фильм демонстрировался за границей на Тайване, в Корее, США, Вьетнаме, Таиланде, Гонконге, Филиппинах, Бирме, Индонезии.
Заглавная песня «Сина но ёру» завоевала огромную популярность, сделав Ли Сянлань одной из ярчайших звёзд того времени.
У самих китайцев картина не вызывала ничего кроме отвращения. Картина критиковалась за то, что главная героиня «продалась» японцам, изображая из себя китаянку, жаждущую стать японкой. Сцена с пощёчиной и унизительным пресмыканием Кэйран перед японцем была сочтена пропагандистской, а сама Ли Сянлан во многом благодаря этой сцене и этому фильму получила клеймо «предательницы китайского народа» и «шпионки».
Впрочем, японцам фильм вовсе не казался пропагандистским, и даже наоборот — он получил порцию критики за сильный мелодраматический уклон, в ущерб демонстрации государственной идеологии. Именно поэтому и военные, и кинокритики, и цензоры, и колумнисты критиковали фильм как «противоречащий национальной политике» (яп. 国策に逆行する映画). И хотя на первый взгляд сюжет фильма выглядел как пропагандистский, чтобы избежать цензуры, мелодраматическая сцена на месте сражения в Шанхае привела цензоров в ярость, а сцена, где главные герои обнимаются, была сочтена ими слишком слабой.

## Послевоенная история
В послевоенной Японии из оригинала фильма были вырезаны эпизоды общей продолжительностью около 30 минут, и картина была повторно выпущена в прокат под названием «Серенада Сучжоу». Именно эта версия в 2003 году была выпущена на видео компанией Кинэма гугакубу (яп. キネマ倶楽部), а в феврале 2009 года и августе 2010 года была показана по телеканалу CS-тэрэби.
Оригинальная версия фильма время от времени демонстрируется в киноцентре Национального музея современного искусства в Токио.
Сама Ли Сянлань после окончания Второй мировой войны была схвачена китайскими властями и попала под следствие как коллаборационистка и предательница. Лишь благодаря стараниям её подруги детства она смогла доказать, что является этнической японкой, а её настоящее имя — Ямагути Ёсико. В одном из интервью, данном китайскому журналисту много лет спустя, Ямагути признает, что испытывает стыд за своё решение сняться в этом и многих других пропагандистских фильмах, решение, на которое не пошла бы ни одна китайская актриса.

## Герои фильма
- Тэцуо Нагая — Кадзуо Хасэгава;
- Кэйран — Ли Сянлань;
- Сэнкити Ямасита — Катамари Фудзивара;
- Тосико Миура — Томико Хаттори;
- Чжан Цзысянь — Ё Сиоми;
- Фуминосукэ Ямадзаки — Ко Михаси;
- моряк Ямада — Дзэмпэй Сага;
- Арата — Киндзи Фудзива;
- Фуминага — Дзэитиро Кито;
- Иваи — Нагасима Такэо;
- Масао Арата — Такаси Одака;
- Нацу Ямадзаки — Тамаэ Киёгава;
- Тётя Араты — Рикиэ Сандзё;
- мать Ли Гуйлань — Фусако Фудзима;
- бабушка Ли Гуйлань — Тиёко Коминэ;
- хулиган — Хэйкуро Иманари.